# Omissy
Omissy település Franciaországban, Aisne megyében. Lakosainak száma 679 fő (2022. január 1.). Omissy Fayet, Lehaucourt, Lesdins, Morcourt és Saint-Quentin községekkel határos.

## Népesség
A település népességének változása:
| Lakosok száma | 345  | 697  | 754  | 841  | 720  | 699  | 714  | 717  | 711  | 679  |
|               | 1968 | 1982 | 1990 | 2006 | 2013 | 2015 | 2017 | 2019 | 2020 | 2022 |